# Turistická značená trasa 2705
 Turistická značená trasa č. 2705 měří 8,1 km; spojuje obec Podsuchá s rozcestím Močidlo, hotel Smerkovica v pohoří Velká Fatra v okrese Ružomberok na Slovensku.

## Průběh trasy
Z obce Podsuchá značka stoupá po lesní zpevněné cestě dolinou Vyšné Matejkovo až k rozcestí rozcestí Močidlo, hotel Smerkovica. Cestou míjí přírodní památku Matejkovský kamenný prúd, ojedinělou ukázku suťoviska v prostoru velkofatranského krystalinika..
| Km  | Místo                     | Navazující a křižující trasy | Souřadnice                       | Nadm. výška  |
| --- | ------------------------- | ---------------------------- | -------------------------------- | ------------ |
| 0   | Podsuchá                  | 0857                         | 48°59′30″ s. š., 19°16′53″ v. d. | 560 m n. m.  |
| 8,1 | Močidlo, hotel Smerkovica | 5600                         | 48°59′25″ s. š., 19°12′4″ v. d.  | 1310 m n. m. |

## Galerie

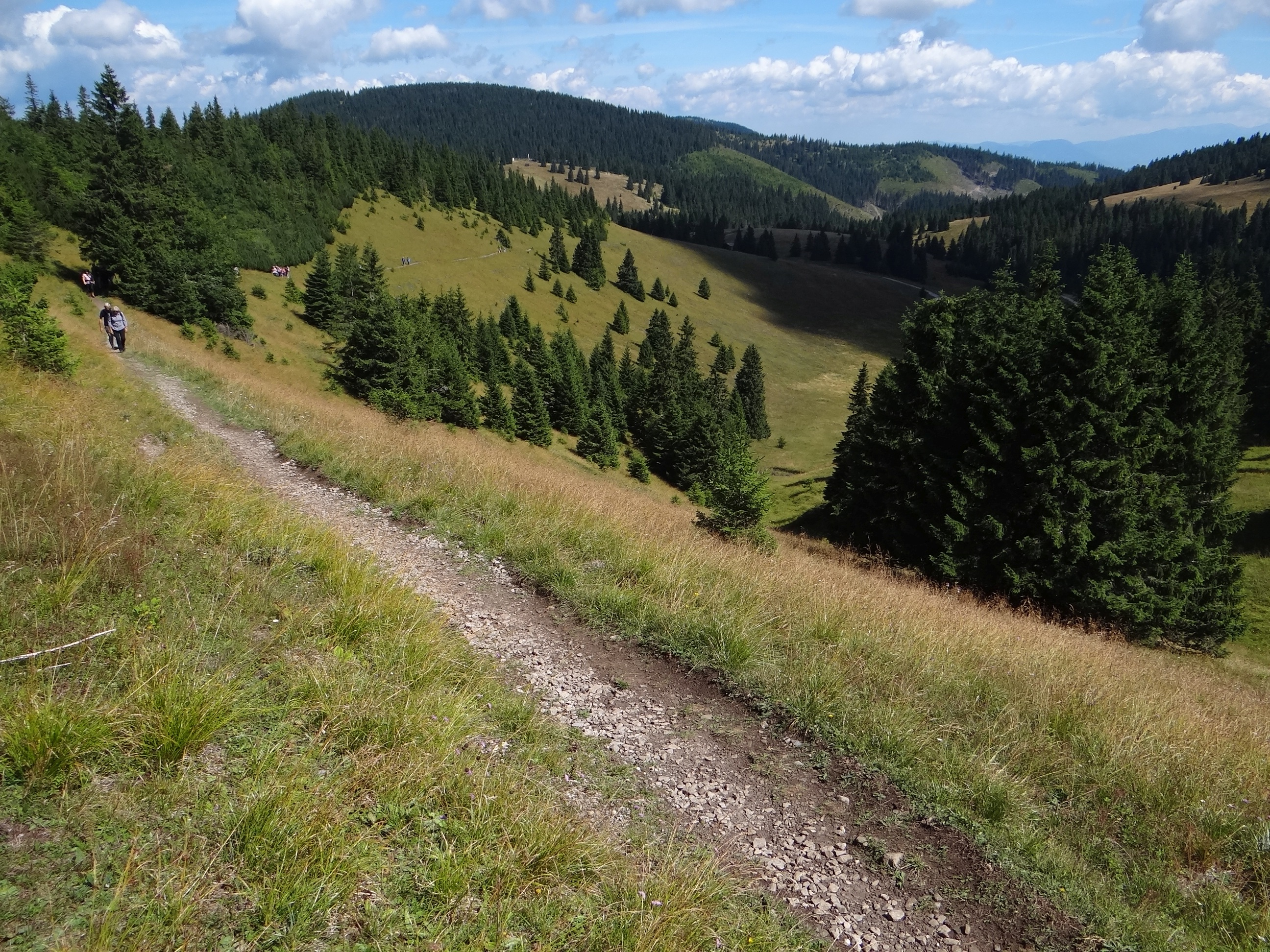
Matejkovo
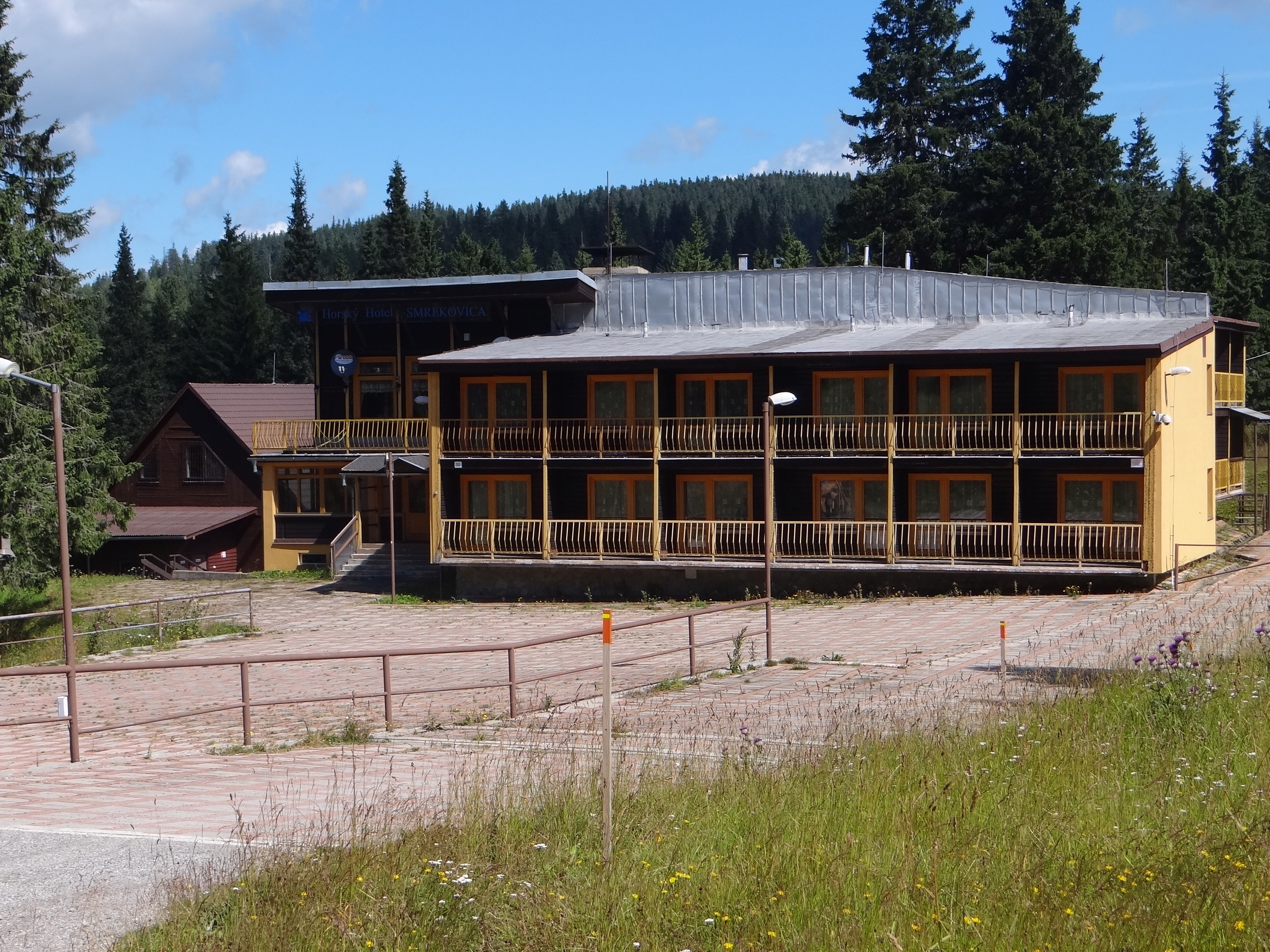
hotel Smerkovica